# Leucanopsis tabernilla
Leucanopsis tabernilla là một loài bướm đêm thuộc phân họ Arctiinae, họ Erebidae.